# Jam Docu 강정
Jam Docu 강정(Jam Docu GangJeong)은 한국에서 제작된 최진성 감독의 2011년 다큐멘터리 영화이다.
잼 다큐 강정, 100일간의 잼(JAM)다큐멘터리 강정(江.汀) 등의 제목으로도 알려져 있다.

## 제작진
- 프로듀서: 안보영
- 프로듀서: 김효정
- 현장프로듀서: 김형옥